# Neoclytus vanduzeei
Neoclytus vanduzeei är en skalbaggsart som beskrevs av Van Dyke 1927. Neoclytus vanduzeei ingår i släktet Neoclytus och familjen långhorningar. Inga underarter finns listade i Catalogue of Life.